# Ла-Бюисьер
Ла-Бюисьер (фр. La Buissière) — коммуна во Франции, находится в регионе Рона — Альпы. Департамент коммуны — Изер. Входит в состав кантона От-Грезиводан. Округ коммуны — Гренобль.
Код INSEE коммуны — 38062. Население коммуны на 2012 год составляло 673 человека. Населённый пункт находится на высоте от 242 до 420 метров над уровнем моря. Муниципалитет расположен на расстоянии около 480 км юго-восточнее Парижа, 100 км юго-восточнее Лиона, 31 км северо-восточнее Гренобля. Мэр коммуны — André Maître, мандат действует на протяжении 2014—2020 гг.
Динамика населения (INSEE):